# El Aiune-Saguia el Hamra
El Aiune-Saguia el Hamra é uma das 12 regiões administrativas Marroquinas de primeiro nível, criada pela reforma administrativa de 2015. A sua capital administrativa é a cidade de El Aiune. Em 2014 tinha 367.758 habitantes distribuídos por 140.018 km².
Nota: A maior parte da região pertence ao Saara Ocidental, um território onde a legitimidade da administração marroquina não é reconhecida por muitos países nem pela Organização das Nações Unidas.

## Limites
Os limites da região são:
- Norte com a região de Guelmim-Oued Noun.[4]
- Sul com a região de Dakhla-Oued ed Dahab.[4]
- Leste com a Mauritânia.[4]
- Oeste com o Oceano Atlântico.[4]

## Geografia

### Relevo
A região apresenta uma grande área desértica, caracterizada pela presença de planaltos desérticos. O relevo é muito acidentado, apenas interrompido por algumas depressões, dunas e uma rede hidrográfica bastante pequena. A base geológica é formada por calcários e arenitos do Cretácico Superior. A região tem uma fachada marítima que se estende por mais de 600 km.

### Hidrologia
A região não tem qualquer curso de água permanente; no entanto, há inundações periódicos de uádis como: o El Khat, o Assagh, Lakraâ, o El Faid e o Aoultitis. O mais importante uádi continua a ser o uádi Sakia el Hamra. A maioria destes aquíferos são de águas salobras, com graus de salinidade que variam entre 2 g/l a 9 g/l.
A qualidade da água varia de um aquífero para outro. O aquífero Foum El Oued continua a ser a única fonte de água doce na região. Localizado perto da foz do uádi Sakia el Hamra, cobre uma área de 90 km². A sua água é utilizada na irrigação e fornece quase 40% das necessidades da cidade de El Aiune em água potável. O lençol freático profundo estende-se até à parte ocidental das províncias do Saara (Laâyoune, Bojador, Dakhla, etc.), numa área de cerca de 90.000 km².

#### Dessalinização
Para satisfazer o consumo de água potável, a região possui três estações de dessalinização de água do mar, localizadas em El Aiune, Bojador e Tarfaya.

## Clima
O clima da região é saariano, frio no inverno, seco e muito quente no verão, marcado por escassez de precipitação e insolação permanente. Na faixa costeira, as temperaturas são moderadas, devido à proximidade do Oceano Atlântico. O resto do território torna-se cada vez mais árido à medida que avançamos para o interior. A 50 km da costa, o clima torna-se exclusivamente saariano. A precipitação é particularmente escassa. A média anual observada para a década decorrida é de cerca de 60 mm. A precipitação é aleatória, de natureza curta, violento e tempestuoso. As médias mensais e anuais não têm em conta a grande variabilidade no regime de chuvas: por exemplo, o máximo anual observado na região é de 115 mm na estação de Tarfaya, que também registou mínimo de 3 mm. A humidade relativa do ar é uma característica específica do clima costeiro. Permanece elevada (>70°) durante todo o ano, mesmo no verão, e é normalmente sentida a mais de 30 km de distância no interior do terreno. A precipitação média anual ao longo de 18 anos de observações é 67,5 mm.

### Temperatura
A variação da amplitude máxima térmica anual, mensal ou mesmo diária, aumenta com a continentalidade. Atinge mais de 23°C no árido Saara continental ao nível de Gueltat-Zemmour enquanto se mantém entre os 7° e os 12°C no Saara mais litoral a oeste. A média anual na orla costeira é de 20°C, mas chega aos 24°C em Boucraâ e 27°C em Gueltat-Zemmour.

## Fauna e flora

### Fauna
A região é caracterizada pela presença de uma infinidade de zonas oceânicas húmidas e com um microclima específico tendo assim uma cobertura vegetal diversificada que oferece um biótopo e um ecossistema favorável ao desenvolvimento e reprodução da fauna selvagem muito variado. A fauna é constituída principalmente por aves migratórias. Mais de 70.000 espécies transitam por esta região em particular o flamingo rosa e as aves limícolas (cerca de 20.000 indivíduos por ano). Existem também cerca de 27 espécies de mamíferos, incluindo 2 listadas ao nível das espécies endémicas marroquinas. Apesar das condições climáticas desfavoráveis, a região apresenta uma cobertura vegetal mais ou menos importante, conferindo a esta área uma vocação pastoral.

### Flora
Onde existem depressões, encontramos a Acacia raddiana, a Rhus Triaprtium e plantas da família Tamarix. Quanto às formações florestais, são composto em grande parte por vegetação lenhosa e herbácea, proporcionando assim rotas importantes para os criadores. A área da propriedade florestal está estimada em aproximadamente 79.090 hectares segundo as estatísticas.
O domínio florestal regional, embora diversificado, é muito vulnerável a uma combinação fatores, incluindo condições meteorológicas severas, pressão humana, incêndios, pastoreio excessivo e abate de árvores.

## Organização Administrativa
Administrativamente a região está dividida em 4 províncias, 5 municípios e 15 comunas.

### Províncias
As províncias da região, administradas por Marrocos são:
| Províncias | Área   | Habitantes |
| Províncias | em km² | em 2014    |
| ---------- | ------ | ---------- |
| El Aiune   | 9 936  | 237 500    |
| Smara      | 61 760 | 65 980     |
| Bojador    | 54 307 | 50 494     |
| Tarfaya    | 12 270 | 13 007     |

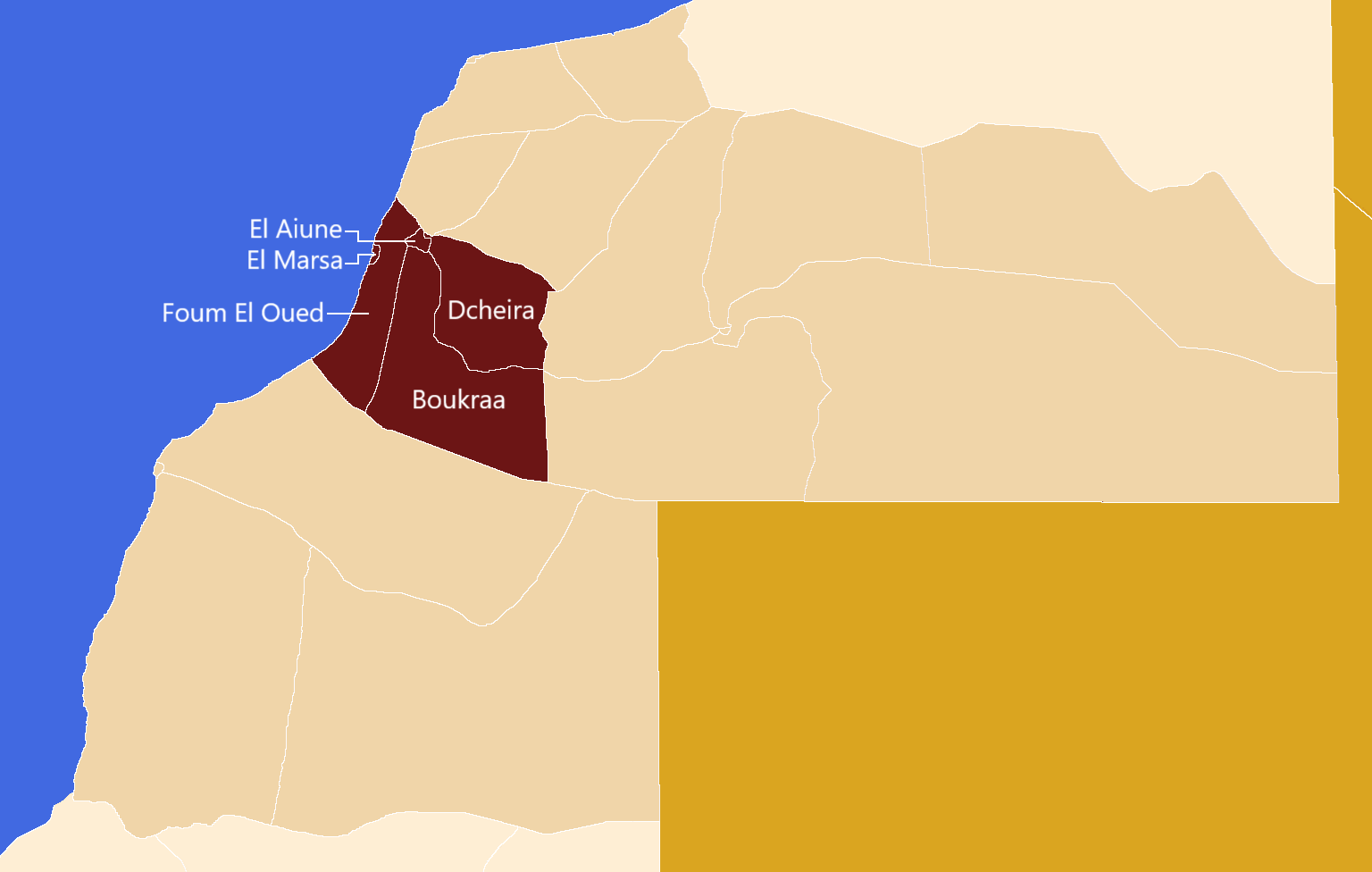
Os municípios e comunas da província de El Aiune.
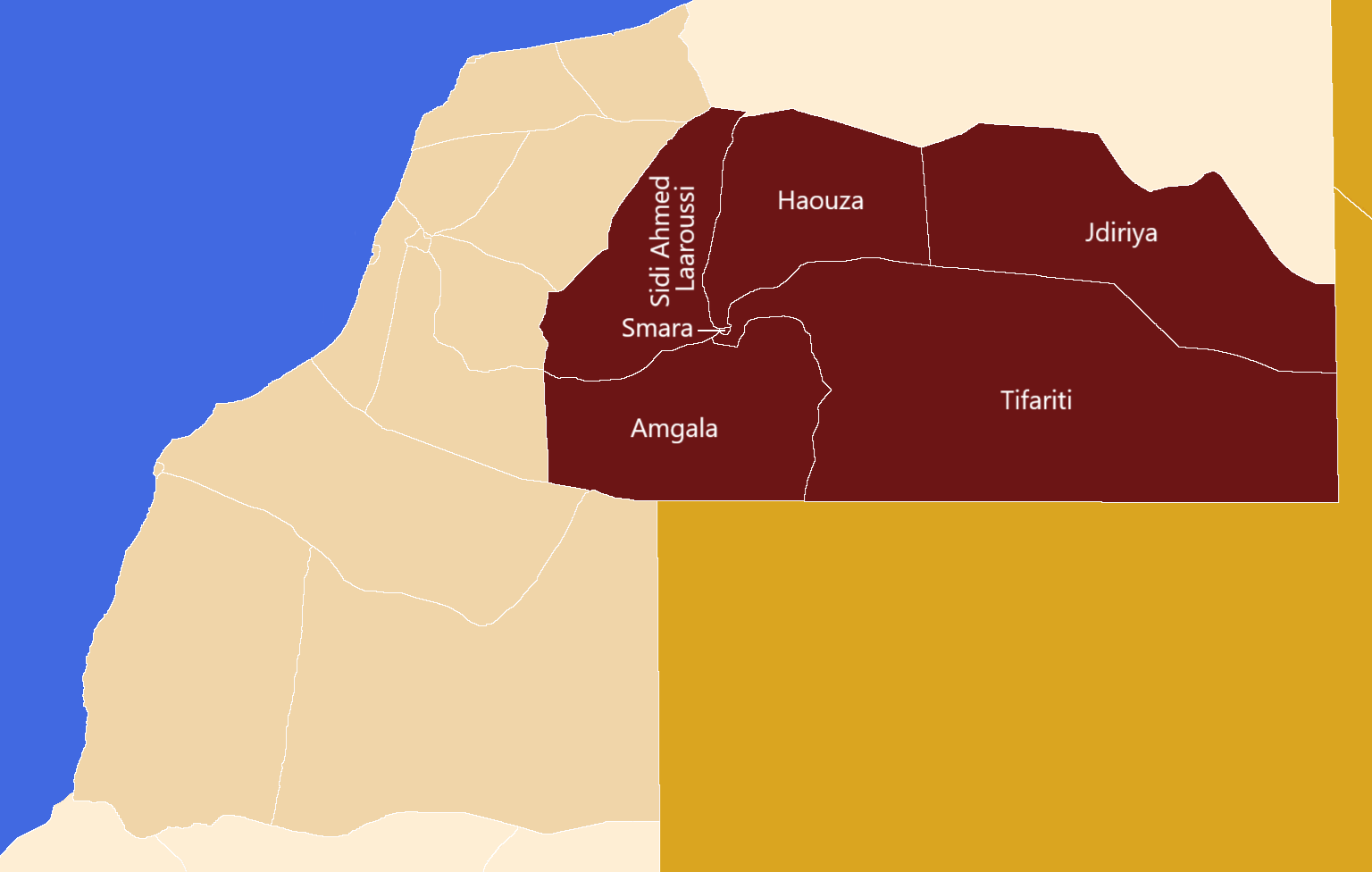
Os municípios e comunas da província de Smara.
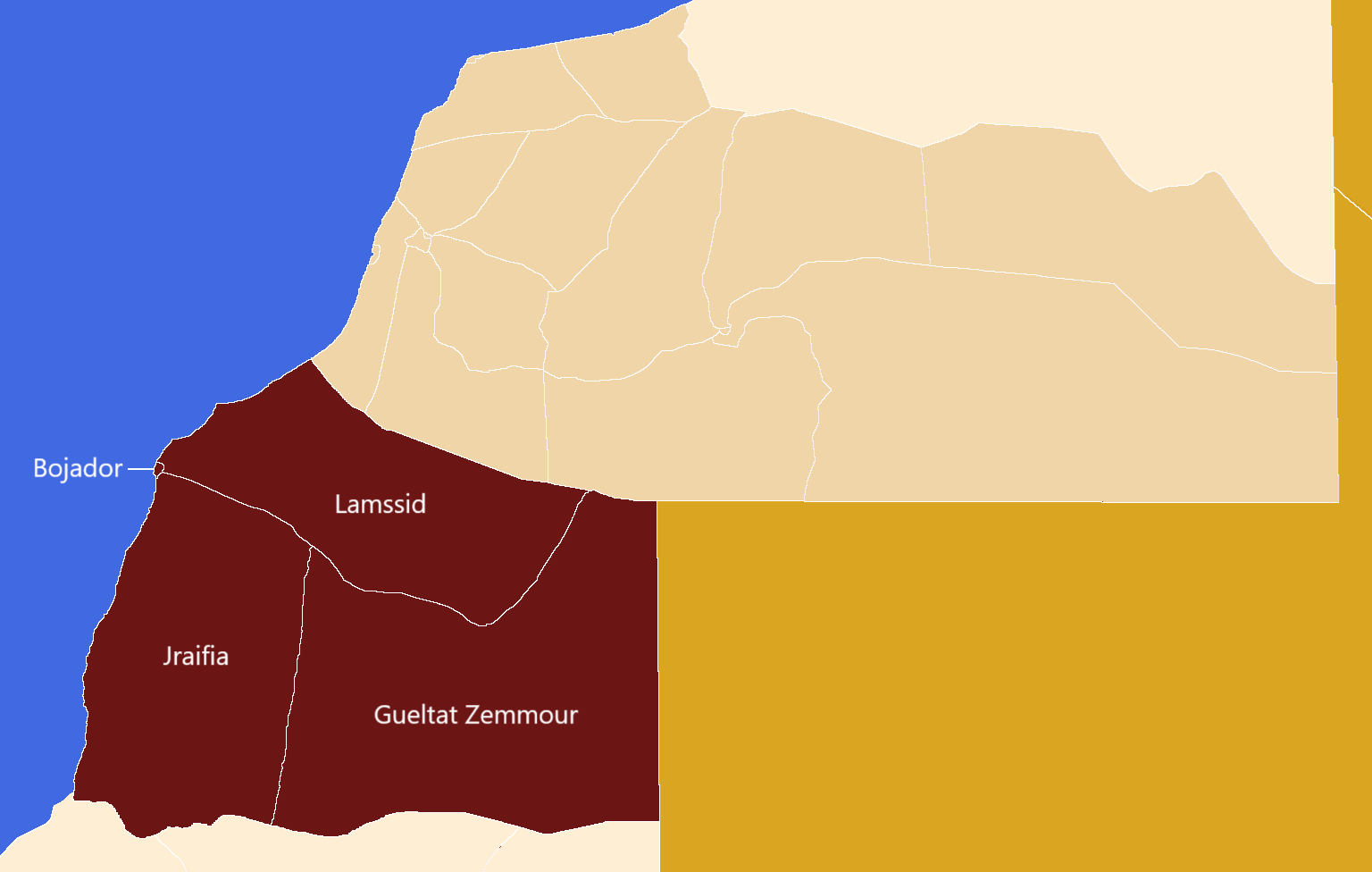
Os municípios e comunas da província de  Bojador.
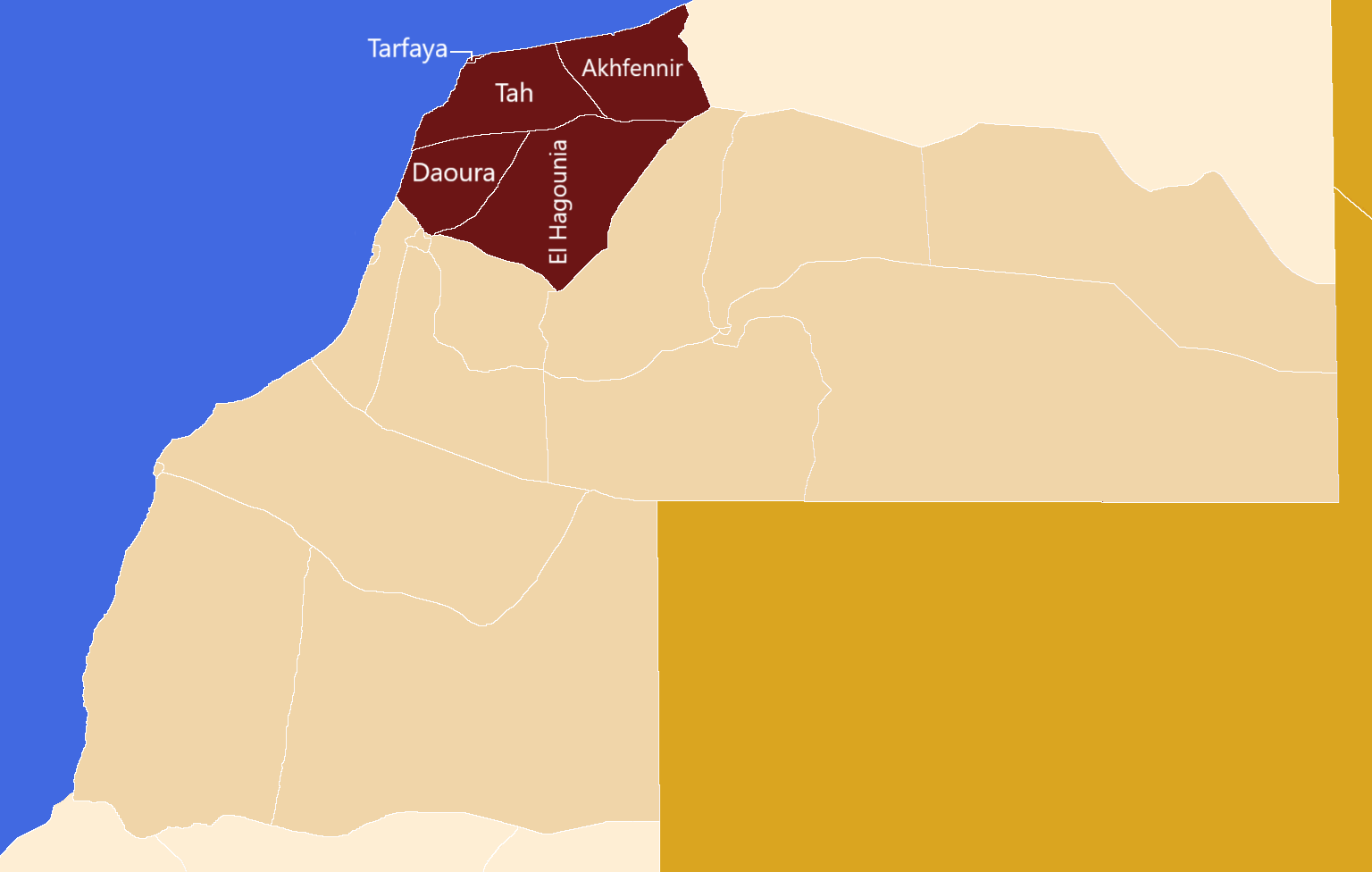
Os municípios e comunas da província de Tarfaya.
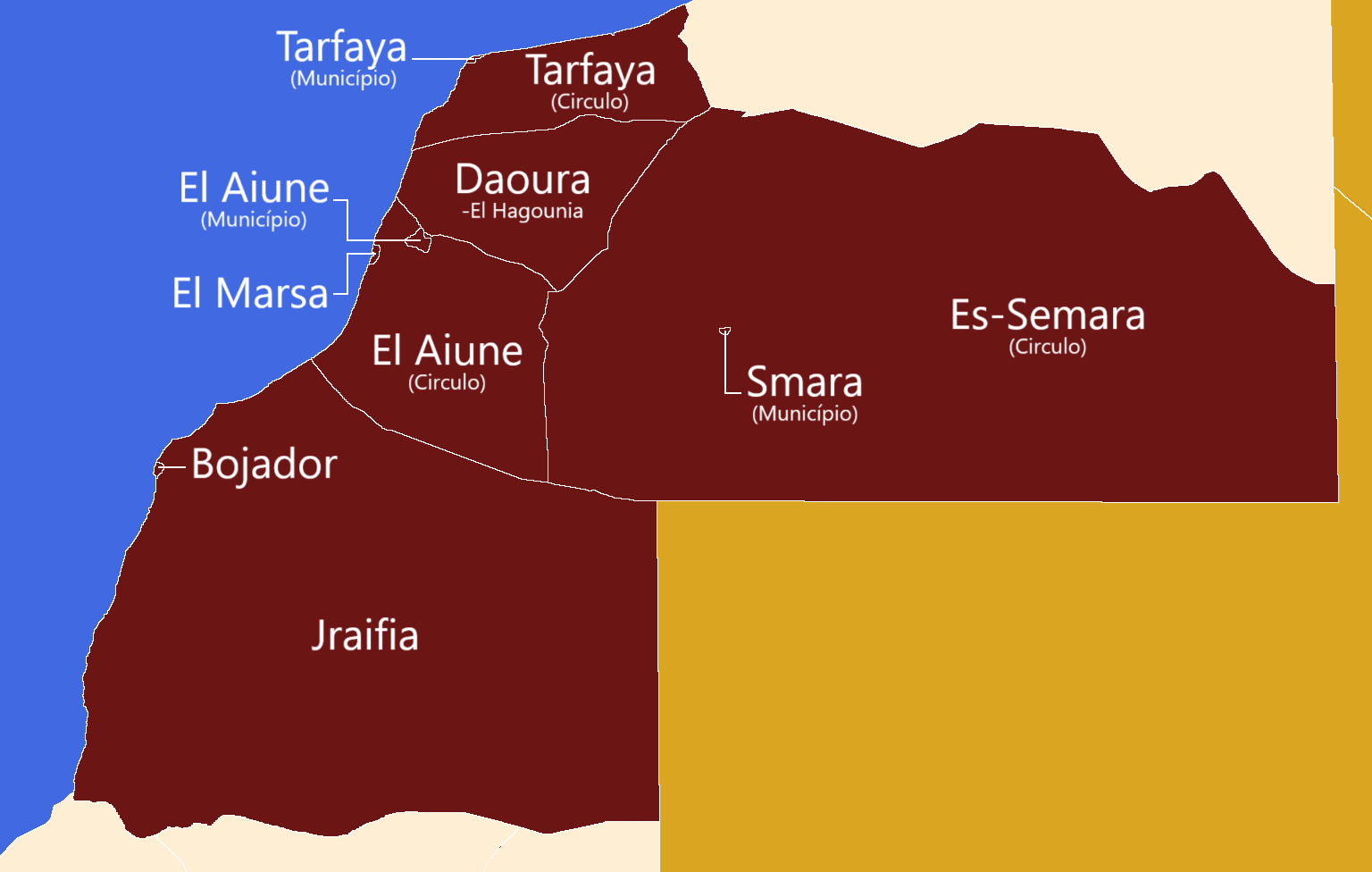
Os círculos e municípios da região de El Aiune-Saguia el Hamra.
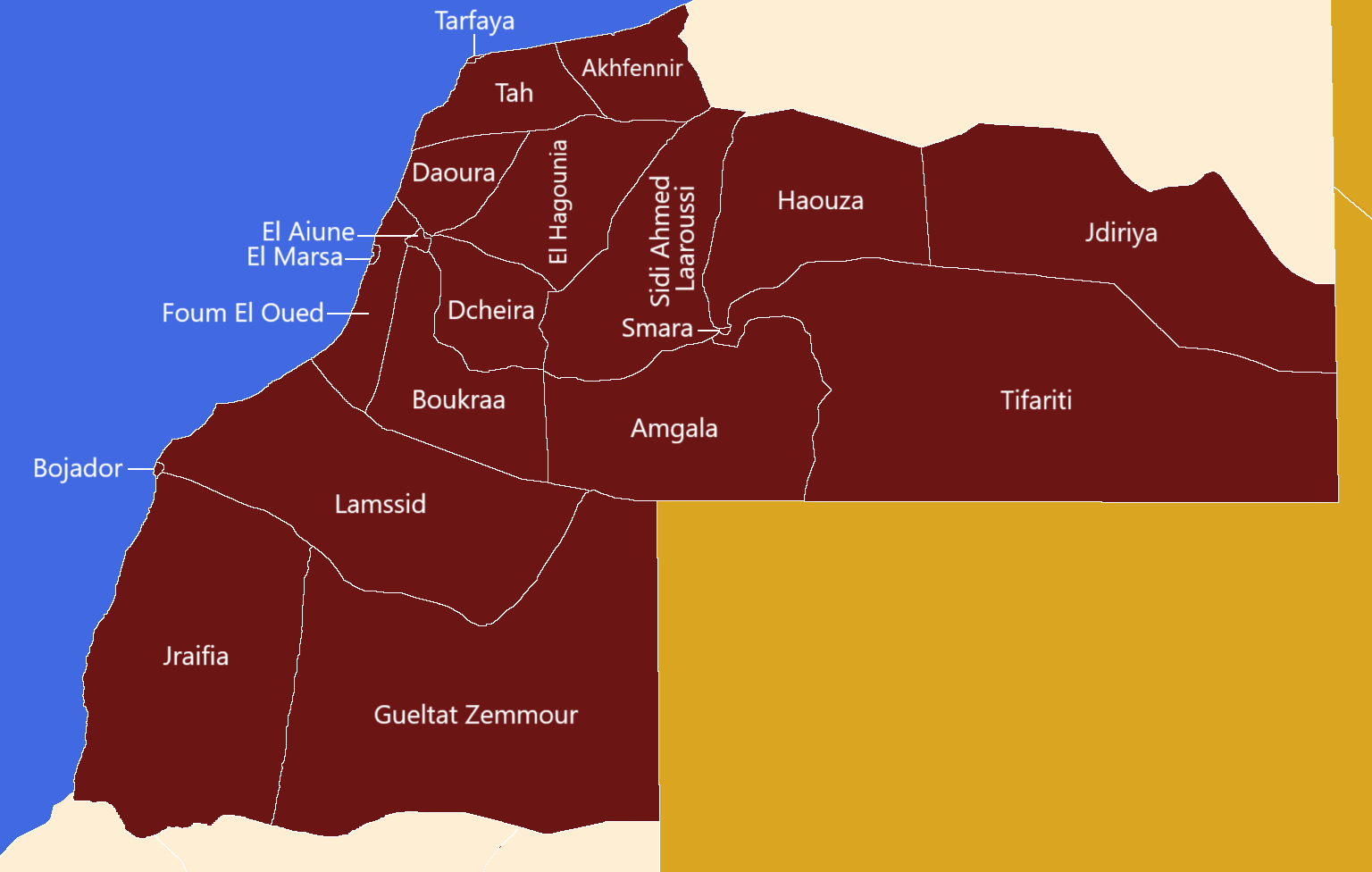
Os municípios e comunas da região de El Aiune-Saguia el Hamra.

## Demografia
A distribuição da população por província mostra o domínio da província de El Aiune que concentra 65% da população da região, seguida pela província de Semara com 18% da população, Bojador com 14% e Tarfaya com 3%.

### Crescimento demográfico
O crescimento demográfico da região ao longo dos anos é a seguinte:
| 2014    | 2004    |
| ------- | ------- |
| 367 758 | 316 578 |

### Dados demográficos e sociais

#### Crescimento demográfico anual
O crescimento demográfico anual da região entre os censos de 2004 e 2014 foi de 1,51%.

#### Urbanização
A população urbana em 2014 constituía 93% do total da população.

#### Educação e Escolaridade
Em 2014 a taxa de analfabetismo da região era de 20,3%. Por sexos a taxa de analfabetismo nas mulheres era de 27,7% e nos homens era de 13,6%. No mesmo ano o numero de crianças dos 7 aos 12 anos que frequentavam a escola, era de 98,4%.

#### Saúde
Em 2014 a região disponha de quatro hospitais (dois na cidade de Bojador e um nas cidades de El Aiune e Smara), 19 centros de saúde urbanos e 20 centros de saúde rurais. O número total de camas era de 501, ou seja 1 cama para 734 habitantes.

#### Emprego e pobreza
Em 2012 a população ativa da região era de 42,9%. A taxa de desemprego no mesmo ano era de 15,3%. A taxa de pobreza em 2007 era de 4,9%.

## Economia
Em termos nacionais, a região é responsável por 1,5% da riqueza nacional marroquina, apesar de só ter 1,09% da população Marroquina. A economia assenta essencialmente no sector das pescas. Outras ativos da região são os depósitos de fosfato, o turismo, a energia eólica e solar, etc.

### PIB regional
O PIB regional em 2013 era de 13.862 milhões de dirrãs (Dh), o que corresponde a 34.167 Dh per capita. O total nacional em 2013, era de 901.366 milhões de dirrãs, o que corresponde a 27.356 Dh per capita.
Em 2013, o setor primário era responsável por 10% da riqueza, o secundário era responsável por 34% e o terciário por 56%.

### Setores econômicos

#### Agricultura
A atividade agrícola na região é difícil, devido as duras condições climatéricas, por um lado, e por outro a falta de recursos hídricos e terras férteis. Neste contexto a pastorícia assome uma grande importância.  A superfície agrícola útil está estimada em 19.053 ha, dos quais 102 ha constituem áreas irrigadas. As culturas estão focadas principalmente na produção de forragens (alfafa) e alguma horticultura comercial.

##### Pecuária
Os camelos são a espécie predominante na região, no entanto devido as numerosas secas e ao fenómeno da sedentarização, os rebanhos estão a diminuir. Outros animais criados na região são cabras, ovelhas, bovinos e aves.

#### Pesca
A pesca representa um dos setores mais importantes da economia regional. O desenvolvimento deste sector assenta em dois pilares: em primeiro lugar, os recursos abundantes de peixe, nas costas atlânticas do Saara, e por outro lado as infraestruturas existentes: os portos de Laayoune Plage (El Marsa), Bojador e Tarfaya. Em termos da captura de peixe, o porto de Laayoune Plage é responsável por 98% do captura regional e 30% da captura Marroquina. O porto de Tarfaya e Bojador representam apenas 0,5% e 1% das capturas regionais. Nos últimos anos as autoridades têm procurado desenvolver pequenas aldeias piscatórias como: Tarouma, Lakraâ e Acti Elghazi, entre outros.

#### Industria
A região contribui com 2% das exportações industriais Marroquinas. O polo industrial de El Marsa esta focado na transformação dos produtos da pesca na região, nomeadamente conservas e congelamento de peixe (principalmente de sardinha), farinhas de peixe, produção de óleo, etc.

#### Mineração
Os principais minerais extraídos na região são os fosfatos, o sal e a areia. A  jazida de Boukraâ é responsável por 26% da produção Marroquina de fosfato. Relativamente a areia, esta é recolhida em pedreiras perto do porto de El Aiune e enviada para as ilhas Canárias.

#### Turismo
A região constitui um ponto de encontro entre o mar e o deserto. Goza de uma paisagem rica de oásis (o oásis Lemsid é o principal), de sebkhas (lagos salgados de Tah, Tazgh) e de dunas de areia. Possui também sítios de interesse ecológico, nomeadamente: a lagoa de Naila (classificada como sitio Ramsar). A nível histórico podemos citar a fortaleza de “Casamar” e o museu de “Saint Exupéry” na cidade de Tarfaya e o o farol espanhol em Bojador.

#### Artesanato
O artesanato está ligado em grande parte à criação de animais. O couro e as peles dos camelos, cabras, ovelhas, antílopes e gazelas servem para fazer bolsas, caixinhas de rapé, baldes de água, almofadas, cabaças, estojos. Também servem para o fabrico de roupas: Haïk, Derraate, para a tecelagem de tapetes e tendas nómadas. Na metalurgia temos o fabrico de colares, pulseiras, pendentes, bandejas de cobre e outros elementos decorativo. Temos também a incrustação de metais e ossos em madeira, para confecção de colares, amuletos, armas, instrumentos musicais, etc.

## Transportes

### Rede rodoviária
A região de El Aiune-Saguia el Hamra situa-se numa zona desértica. A sua rede rodoviária é escassa em comparação com as outras regiões de Marrocos. Esta região é atravessada por três estradas nacionais: RN 1; RN 5 e RN 14, que ligam os centros regionais mais dinâmicos a outros centros Marroquinos. A estrada nacional n.º 1, percorre a região de Norte a Sul, constituindo a principal artéria da rede rodoviária regional. A nível provincial existem três estradas provinciais (a RP N°110, a RPN°1400 e a RP N°1402).A rede de estradas nacionais que atravessa a região medem 897 km, dos quais 857 são pavimentados.

### Rede aeroportuária
A região possui dois aeroportos localizados em El Aiune e Smara. Em 2012 passaram pelo aeroporto de El Aiune 101.617 passageiros, servindo destinos como Agadir, Casablanca, Dakhla, Gran Canaria e Rabat. O aeroporto de Smara é um pequeno aeroporto com baixo número de viajantes.

### Rede portuária
A rede portuária da região é composta por dois portos principais, o porto de El Marsa e o porto de Tarfaya. O ponto de embarque de Bojador esta a ser transformado num porto. O porto de El Marsa, localizado a 25 km de El Aiune, continua a ser o único porto polivalente do região. Construído em 1987, assegura a maior parte do comércio da região. Este porto é responsável por 5% do tráfego de mercadorias (exportação de fosfato) e 30% do pescado de Marrocos. O resto do estruturas portuárias, incluindo as das aldeias piscatórias, apenas fornecem o embarque da frota pesqueira, sofrendo algumas delas com o fenómeno de assoreamento, incluindo em particular o porto de Tarfaya.